# تمثال الرأس الخضراء
تمثال الرأس الخضراء هو رأس منحوت من الجرواق لكاهن مصري من الفترة المتأخرة لمصر القديمة. يعود تاريخ الرأس إلى 380 - 332 قبل الميلاد.  ويقع مقره في متحف الفنون الجميلة في بوسطن في الولايات المتحدة الأمريكية. ويتشابه تمثال الرأس الخضراء مع زميله تمثال الرأس الأخضر قي برلين في ألمانيا من حيث الروعة والجمال وأسلوب النحت والتقنية العالية والتفاصيل الدقيقة والفترة الزمنية لكل منها في العصر المتأخر لمصر القديمة وكلاهما يعود لكاهن مصري قديم وكلاهما أيضا نحت مصري قديم.

## الوصف
تمثال رأس الكاهن هذا ، المسمى تمثال الرأس الخضراء ، هو من أفضل تماثيل البورتريه المعروفة من العصور القديمة. الوجه رائع نابض بالحياة والفردية. تشير الخطوط المتموجة الخفيفة إلى أخاديد جبينه ، وتشع أقدام الغراب من الزوايا الخارجية لعينيه. يتميز الجزء العلوي من أنفه بحافة عظمية واضحة. الرأس له أصل لامع. تمتد التجاعيد العميقة من أطراف أنفه إلى زوايا فمه. تضفي الشفاه الرقيقة والفم المنخفض تعبيراً عن القوة والتصميم. الثؤلول الطفيف على خده الأيسر فريد من نوعه في الفن المصري ، كما أنه يقدم عنصرًا من عدم التماثل على فناني العصور القديمة.

## الاكتشاف
في ربيع عام 1858 ، أعلن نابليون جوزيف شارل بول بونابارت ، ابن عم الإمبراطور نابليون الثالث المعروف باسم الأمير نابليون ، عن نيته زيارة مصر. كان الأرشيدوق النمساوي ماكسيميليان قد عاد مؤخرًا من رحلة على النيل مع مجموعة رائعة من الفن المصري ، وتعهد الأمير بتجاوزه. كان محمد سعيد باشا حاكم مصر المؤيد لفرنسا ، مصمماً على إرضاء ضيفه الإمبراطوري. كلف أوجوست مارييت ، مكتشف سرابيوم سقارة الشهير ، مكان دفن ثيران أبيس المقدسة ، بمهمة بناء مجموعة. لتوفير الوقت ، كان على مارييت استكشاف مسار الرحلة المقترح ، والبحث عن الآثار ، ثم إعادة دفنها ، وبالتالي تسهيل إعادة اكتشافها من قبل الأمير. وهناك تم اكتشاف تمثال الرأس الخضراء في سرابيوم سقارة ، ألغى نابليون حجوزاته ، لكنه مع ذلك تلقى مجموعة مختارة من الأشياء بما في ذلك تمثال الرأس الخضراء كتذكار للرحلة. وقد أهدى محمد سعيد باشا التمثال للأمير نابليون من أجل كسب ود فرنسا والحفاظ على مصالحه معها، وفي عام 1904 تم شراء الرأس من قبل متحف الفنون الجميلة في بوسطن من إدوارد بيري ارين.